# واربنتسی
واربنتسی (به بلغاری: Varbentsi) یک منطقهٔ مسکونی در بلغارستان است که در شهرستان کاردژالی واقع شده‌است.